# Salticus guérini
Salticus guérini är en spindelart som beskrevs av Guérin-Meneville 1837. Salticus guérini ingår i släktet Salticus och familjen hoppspindlar. Inga underarter finns listade i Catalogue of Life.